# Ernst Kausen
Ernst Gerhard Kausen (* 5. Dezember 1948 in Rheinhausen bei Duisburg) ist ein deutscher Mathematiker, Informatiker und Sprachwissenschaftler.

## Leben
Nach dem Abitur am Amplonius-Gymnasium Rheinberg studierte Ernst Kausen Mathematik, Physik und Informatik an den Universitäten Gießen und Hannover. Er wurde 1976 im Fachgebiet Mathematik (Komplexe Analysis) bei Wolfgang Rothstein, Klaus Kopfermann und Horst Tietz  in Hannover zum Dr. rer. nat. promoviert. Außerdem studierte er 1972–76 Ägyptologie, Altorientalistik und Vergleichende Sprachwissenschaft an der Universität Göttingen.
Ernst Kausen war von 1977 bis 1982 IT-Manager in einem global tätigen US-amerikanischen Unternehmen. Von 1982 bis 2014 war er Professor für Mathematik und Theoretische Informatik an der Fachhochschule Gießen-Friedberg (seit 2010 Technische Hochschule Mittelhessen), zum 1. März 2014 wurde er pensioniert. Darüber hinaus ist er seit 1977 als Sprachwissenschaftler mit den Schwerpunkten Altorientalische Sprachen und Vergleichende Sprachwissenschaft tätig.
Von der Tageszeitung Die Welt wurde er 2016 als Universalgelehrter bezeichnet.

## Publikationen (Auswahl)

### Mathematik
- 1976. Maximumprinzip, Kapazität und Fortsetzung analytischer Mengen. Dissertation Technische Universität Hannover.
- 1986. Statistik auf dem C 64. Mit Walter Bachmann. Westermann, Braunschweig, ISBN 3-14-138822-9.
- 1989. Numerische Mathematik mit TURBO-Pascal. Hüthig, Heidelberg, ISBN 3-7785-1477-6 (3. korrigierte und erweiterte Auflage. Mathematica Verlag, Gießen 1994, ISBN 1-80634-081-X).

### Ägyptologie
- 1985. Die Siegesstele des Pharao Pije (Pianchi). In: Otto Kaiser (Hrsg.): Texte aus der Umwelt des Alten Testaments. Band 1: Rechts- und Wirtschaftsurkunden. Historisch-chronologische Texte. Lieferung 6: Historisch-chronologische Texte. Teil 3. Gütersloher Verlags-Haus Gerd Mohn, Gütersloh 1985, ISBN 3-579-00065-9, S. 557ff.
- 1988. Das tägliche Tempelritual im Alten Ägypten. In: Otto Kaiser (Hrsg.): Texte aus der Umwelt des Alten Testaments. Band 2: Religiöse Texte. Lieferung 3: Rituale und Beschwörungen. Teil 2. Gütersloher Verlags-Haus Gerd Mohn, Gütersloh 1988, ISBN 3-579-00068-3.

### Sprachwissenschaft
- 2012. Die indogermanischen Sprachen. Von der Vorgeschichte bis zur Gegenwart. Buske, Hamburg 2012, ISBN 978-3-87548-612-4.
- 2013. Die Sprachfamilien der Welt. Teil 1: Europa und Asien. Buske, Hamburg 2013, ISBN 978-3-87548-655-1.
- 2014. Die Sprachfamilien der Welt. Teil 2: Afrika – Indopazifik – Australien – Amerika. Buske, Hamburg 2014, ISBN 978-3-87548-656-8.
- 2016. Ernst Kausen erzählt: Die Sprachen der Welt. Box mit 4 Audio-CDs und Beiheft. Konzeption/Regie: Klaus Sander, supposé, Berlin 2016, ISBN 978-3-86385-013-5.[2]
- 2020. Die Sprachfamilien der Welt. 2 Teile. Sonderausgabe. Buske, Hamburg 2020, ISBN 978-3-96769-046-0.
- 2024. Die Sprachen und Völker Russlands – Vom Verschwinden eines Reichtums. In: OSTEUROPA. Jahrgang 74, Band 1–3/2024, S. 65–122.

### Kleinere linguistische Publikationen (Auswahl)
- 2006. Die Sprache der Zaza. (Volltext als PDF)
- 2013. Die indogermanische Sprachfamilie und die Rekonstruktion ihrer Ursprache. Sprachnachrichten Nr. 57, I/2013.
- 2014. Franz Bopp und die Grundlegung der Indogermanistik. In: Edelsteine – 107 Sternstunden deutscher Sprache. IFB Verlag Deutsche Sprache, Paderborn.
- 2015. Die Chibcha-Sprachen. In: Amerindian Research – Zeitschrift für indianische Kulturen von Alaska bis Feuerland. Band 10, 4/2015, Nr. 38.
- 2018. Die Sprachen Siziliens. Artikel in WELT und WELT online, 3. September 2018.
- 2019. Die Sprachen Afrikas. Artikel in WELT und WELT online, 22. Februar 2019.
- 2021. Die Sprachen und Völker Afghanistans. Artikel in WELT online, 22. November 2021.
- 2022. Ukrainisch – eine eigenständige ostslawische Sprache. Unter dem Titel Die große Lüge des "Linguisten" Putin als Artikel in WELT online vom 8. März 2022 und WELT vom 11. März 2022 erschienen.